# 브르타뉴 축구 국가대표팀
브르타뉴 축구 국가대표팀은 프랑스에 속해있는 브르타뉴를 대표하는 축구팀이다. 이 팀은 FIFA 및 유럽 축구 연맹 회원국이 아니기 때문에, FIFA 및 유럽 축구 연맹이 주관하는 대회에는 참가하지 않는다.